# Сан-Жуан-да-Мадейра (парафія)
Сан-Жуан-да-Мадейра (порт. São João da Madeira; МФА: [ˈsɐ̃w ʒu.ˈɐ̃w dɐ mɐ.ˈdɐj.ɾɐ]) — парафія в Португалії, у муніципалітеті Сан-Жуан-да-Мадейра. Розташована в західній частині країни, на теренах історичної португальської провінції Бейра. Входить до складу округу Авейру. За адміністративним поділом, чинним до 1976 року, терени парафії були складовою провінції Берегова Бейра. Належить до Авейрівської діоцезії Католицької церкви. Патрон — Іван Хреститель. Площа — 7,9430 км². Населення — 21713 ос. (2011). Середньо урбанізований регіон. Густота населення — 2733,6 осіб/км²
. Код — 011601.

## Населення
| Кількість мешканців | Кількість мешканців | Кількість мешканців | Кількість мешканців | Кількість мешканців | Кількість мешканців | Кількість мешканців | Кількість мешканців | Кількість мешканців | Кількість мешканців | Кількість мешканців | Кількість мешканців | Кількість мешканців | Кількість мешканців | Кількість мешканців |
| ------------------- | ------------------- | ------------------- | ------------------- | ------------------- | ------------------- | ------------------- | ------------------- | ------------------- | ------------------- | ------------------- | ------------------- | ------------------- | ------------------- | ------------------- |
| 1864                | 1878                | 1890                | 1900                | 1911                | 1920                | 1930                | 1940                | 1950                | 1960                | 1970                | 1981                | 1991                | 2001                | 2011                |
| 2 221               | 2 363               | 2 876               | 3 115               | 3 954               | 4 407               | 5 481               | 7 424               | 9 266               | 11 921              | 14 195              | 16 444              | 18 452              | 21 102              | 21 713              |